# Megacephala cruciata
Espèce
Megacephala cruciata est une espèce d'insectes coléoptères de la famille des Carabidae. Il a été décrit par Brullé en 1837. C'est un insecte prédateur d'autres arthropodes, de mœurs nocturnes, qui chasse au sol.